# Małgorzata Wrochna
Małgorzata Wrochna z d. Wójtowicz (ur. 1 czerwca 1962 w Mielcu, zm. 16 marca 2018 w Warszawie) – polska malarka, lekarz.

## Życiorys
W latach 1981–1987 studiowała na Akademii Medycznej w Warszawie.
W 1984 wyszła za mąż za Grzegorza Wrochnę. W latach 1991–1998 mieszkała wraz z mężem i dziećmi w Sergy (Francja) w pobliżu Genewy.
Tam rozpoczęła swoją twórczość artystyczną malując najpierw na porcelanie, potem na jedwabiu, wreszcie wybierając technikę olejną, choć często sięgała też po akwarele i pastele.
Po powrocie z rodziną do kraju zamieszkała w podwarszawskim Brwinowie.
Warsztat malarski doskonaliła m.in. na Wydziale Konserwacji Dzieł Sztuki ASP w Warszawie, w ramach programu „Akademia otwarta”.
Ukończyła również kurs teologii ikony, który stanowił dla niej przygotowanie intelektualne i duchowe do podjęcia tematyki sakralnej w swojej twórczości.
Była członkiem Mazowieckiego Towarzystwa Kultury.
Jej twórczość przerwała choroba nowotworowa, z którą zmagała się ponad trzy lata.

## Twórczość artystyczna
Sama pisała o swojej twórczości:

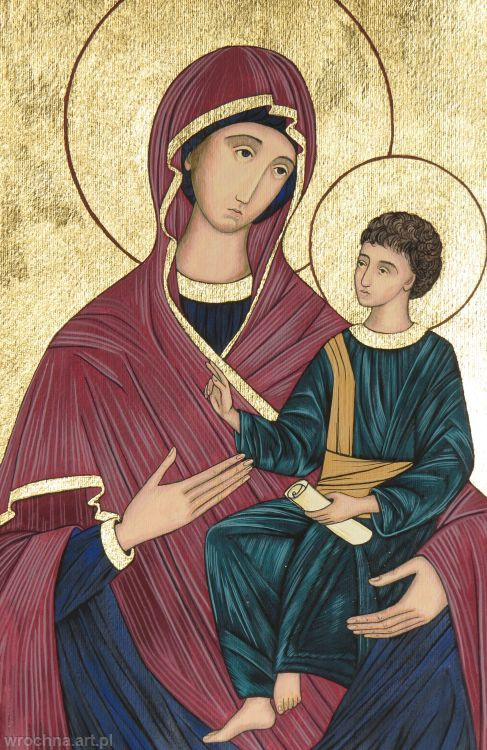
Matka Boża z Dzieciątkiem (Hodegetria w stylu krakowskim)

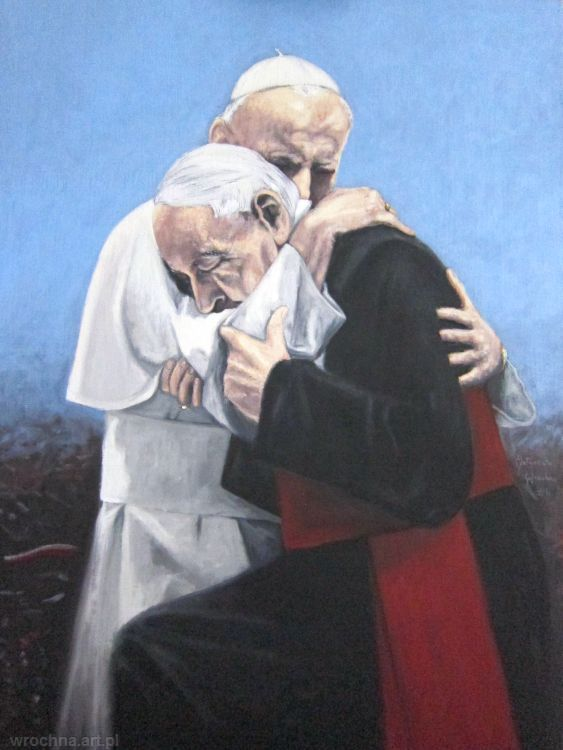
Jan Paweł II i kardynał Stefan Wyszyński, olej na płótnie

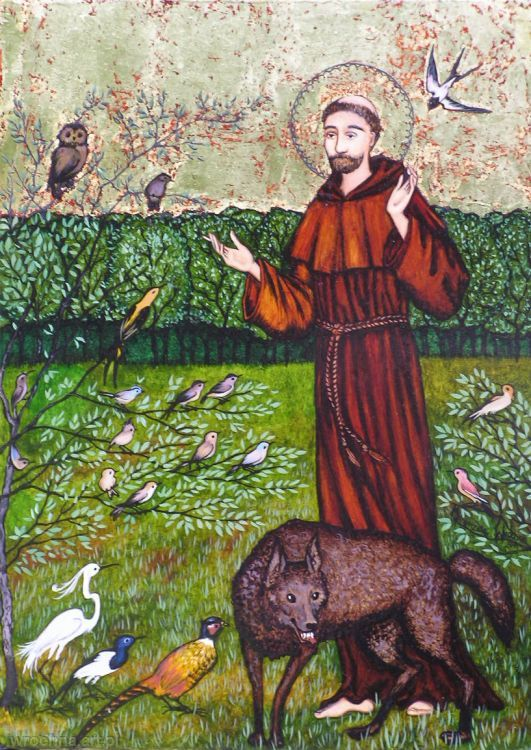
Święty Franciszek, technika mieszana, pozłotnictwo

Tworzę różnorodnymi technikami – olej na płótnie i na desce, akwarela na papierze i na jedwabiu, pastele, jak również technika naszkliwna na porcelanie. Najchętniej maluję obrazy olejne o tematyce religijnej oraz portrety, również kopie i pastisze obrazów mistrzów. Maluję też pejzaże i kwiaty, chętnie wybieram tematy, których centrum stanowi człowiek. Szczególnym źródłem inspiracji są dla mnie wizerunki Madonny, otoczone czcią jako cudowne, które przez wieki skłaniały do modlitwy i pomagały człowiekowi w spotkaniu z Bogiem.

W sumie stworzyła ok. 500 obrazów olejnych, akwarel i pasteli.
Jej obrazy religijne znajdują się m.in. w kościele Zmartwychwstania Pańskiego na warszawskim Targówku, w kościołach i kaplicach w Książenicach, Łopusznie, Chocianowie, Łopatkach, Drewnicy, Mławie, Carlsbergu (Niemcy) i Koleśnikach (Litwa).
Kopie obrazów Jezusa Miłosiernego (Hyły i Kazimirowskiego) znajdują się m.in. w Niemczech, Irlandii, Wielkiej Brytanii i Australii.
Brała udział w licznych wystawach zbiorowych.
Wystawy indywidualne to m.in.: „Chwalcie łąki umajone” przy kościele św. Zygmunta (2004), „Totus Tuus” w Galerii „TeKa” przy kościele św. Tomasza Apostoła w Warszawie (2005) oraz w klasztorze Dominikanów na Służewcu (2005), „Malowane ciszą” w Legionowie (2005).
Kilkakrotnie wystawiała też swoje prace przy okazji wystaw storczyków „Orchidalia”.
Kilka prac ofiarowała na rzecz aukcji charytatywnych.
Największą jej pracą jest cykl „Portrety Smoleńskie” przedstawiający 96 osób, które zginęły w katastrofie samolotu prezydenckiego 10 kwietnia 2010 r.
Po raz pierwszy portrety te były prezentowane w Sejmie w 2016 r.,
a potem w kilku miastach Polski.
Jej ostatnie dzieła to cykl dwudziestu tajemnic Różańca i kilka obrazów Matki Bożej w stylu krakowskich Hodegetrii. Jak tłumaczyła autorka, są to owoce jej długich poszukiwań artystycznych mających na celu połączenie przejmującej prostoty wschodniej ikony z tradycją i estetyką malarstwa zachodniego. Czerpiąc inspiracje z tych dwóch tradycji, udało jej się wypracować własny styl.

## Działalność medyczna
Małgorzata Wrochna po ukończeniu studiów przez rok pracowała w szpitalu w St. Julien (Francja). Potem zaniechała pracy zawodowej w medycynie oddając się malarstwu i życiu rodzinnemu. Działała jednak woluntarystycznie propagując metody naturalnego planowania rodziny i pomagając parom mającym trudności z poczęciem dziecka. Prowadziła wiele wykładów na te tematy w kraju i za granicą dla różnych środowisk, m.in. dla szwajcarskich lekarzy i dla uchodźców z Zairu.
Napisała poradnik „Będą jednym ciałem”.
Współredagowała też polskie wydanie książki Arturo Cattaneo „I żyli długo i szczęśliwie”.
Jest autorką witryn internetowych www.embrion.pl i www.szykujpieluchy.pl.